# Glipa kashiwaii
Glipa kashiwaii is een keversoort uit de familie spartelkevers (Mordellidae). De wetenschappelijke naam van de soort is voor het eerst geldig gepubliceerd in 2000 door Takakuwa.